# Paul Cartledge
Paul Anthony Cartledge (24 marzo 1947) è uno storico inglese.
Dal 2008 al 2014 è stato il primo titolare della A. G. Leventis Professorship of Greek Culture alla Cambridge University, mentre in precedenza aveva occupato una cattedra personale in Storia Greca a Cambridge.

## Giovinezza
Cartledge frequentò la St Paul's School e il New College, a Oxford, dove, con i coetanei Robin Lane Fox e Terence Irwin, fu studente di G. E.M. de Ste. Croix. Ottenne un Bachelor of Arts (BA) e in seguito un Master of Arts (MA Oxon) nel 1969. Restò all'Università di Oxford per frequentare gli studi per il dottorato di ricerca. Ottenne il PhD sotto la supervisione di John Boardman. La sua tesi riguardava l'archeologia spartana.

## Carriera accademica
Insegnò alla New University of Ulster negli anni 1972 - 1973, al Trinity College di Dublino dal 1973 al 1978 e alla University of Warwick nel 1978 - 1979. Nell'ottobre del 1979 si trasferì alla Cambridge University, dove fu un research fellow del Clare College.
Nel 2008 Cartledge fu promosso all'appena creata carica di Professore A.G. Leventis di Cultura Greca alla Cambridge University, una posizione da cui si ritirò alla fine di settembre 2014.
Cartledge ha una Global Distinguished Professorship alla New York University, è finanziato dal Parlamento greco e siede nello European Advisory Board della Princeton University Press.
Cartledge ha anche ricevuto la Croce d'Oro dell'Ordine d'Onore greco e la cittadinanza onoraria della (moderna) Sparta.

## Settore di studi
Il campo di studio di Cartledge riguarda Atene e Sparta nell'età classica; è stato definito un laconofilo.
È stato consulente storico per la serie TV della BBC The Greeks (I Greci) e per la serie The Spartans (Gli Spartani) di Channel 4, presentata da Bettany Hughes.

## Opere
- Paul Cartledge, Aristophanes and His Theatre of the Absurd, Duckworth, 1989, ISBN 1-85399-114-7.
- Paul Cartledge, Nomos: Essays in Athenian Law, Politics and Society, Cambridge University Press, 1991, ISBN 0-521-37022-1.
- Paul Cartledge, Spartan Reflections, Duckworth, 2001, ISBN 0-7156-2966-2.
- Paul Cartledge, Sparta and Lakonia, 2ª ed., 2002.
- Paul Cartledge e A. Spawforth, Hellenistic and Roman Sparta, 2002.
- Paul Cartledge, The Greeks: A Portrait of Self and Others, 2ª ed., 2002. (Risultato della ricerca tra le definizioni che i Greci si attribuivano)
- Paul Cartledge e Paul Millett, Kosmos: essays in Order, Conflict and Community in Classical Athens, Cambridge University Press, 2002, ISBN 0-521-52593-4.
- Paul Cartledge, The Spartans: An Epic History, 2ª ed., 2003.
- Paul Cartledge, Alexander the Great: The Hunt for a New Past, 2004.
- Paul Cartledge, Helots and Their Masters in Laconia and Messenia: Histories, Ideologies, Structures, Center for Hellenic Studies, 2004, ISBN 0-674-01223-2.
- Paul Cartledge, Thermopylae: The Battle That Changed the World, The Overlook Press, 2006, ISBN 1-58567-566-0.
- Paul Cartledge, Ancient Greek Political Thought in Practice, Cambridge University Press, 2009, ISBN 978-0-521-45455-1.
- Paul Cartledge, Ancient Greece: A History in Eleven Cities, Oxford University Press, 2009, ISBN 978-0-19-157157-2.